# BMW M50
De BMW M50 is een zescilinder verbrandingsmotor van BMW die ingezet werd als opvolger van de BMW M20 die op dat moment ruim 12 jaar in productie was.

## Technische gegevens
De motor werd in 1990 geïntroduceerd in de 520i en 525i (e34) en in 1991 in de debuterende nieuwe 3-serie (e36 ).
De 520i met M20 motor werd door de klanten als ondergemotoriseerd ervaren en daarom vormde de komst van de M50 een grote stap voorwaarts. Zo verbeterde de acceleratie naar 100 km/u van 11,6 naar 10,6 seconden en steeg de topsnelheid van 203 naar 211 km/u bij een gelijktijdige reductie van het brandstofverbruik met circa 6%. Voor de 525i stegen acceleratie en topsnelheid naar resp. 8,6 s en 230 km/u (was 9,5 s en 221 km/u).
De verbeterde prestaties werden bereikt door onder andere toepassing van een hogere compressieverhouding (10:5.1), o.a. mogelijk door het gebruik van euro 95 in plaats van 91-octaan loodvrije benzine en vier kleppen per cilinder, aangedreven door 2 bovenliggende nokkenassen.
In 1992 introduceerde BMW een verbeterde versie van de M50 die met name een beter koppelverloop en een lager verbruik had. Dit werd bereikt door toepassing van variabele kleptiming door middel van een VANOS (Variabele Nockenwellen Steuerung) op de inlaatkleppen. Deze motor wordt aangeduid met M50TU (Technische Ueberholung).

## Motorgegevens
| boring x slag [mm]   | 80x66     | 80x66     | 84x75     | 84x75     |           |           |
| motorbouw            | 6 in lijn | 6 in lijn | 6 in lijn | 6 in lijn | 6 in lijn | 6 in lijn |
| slagvolume [cc]      | 1990      | 1990      | 2494      | 2494      |           |           |
| vermogen [pk]        | 150       | 150       | 192       | 192       |           |           |
| bij toerental [/min] | 5900      | 5900      | 5900      | 5900      |           |           |
| koppel [Nm]          | 190       | 190       | 245       | 250       |           |           |
| bij toerental [/min] | 4700      | 4200      | 4700      | 4200      |           |           |